# Pedro Cano
Pedro Cano (Blanca, Región de Murcia, 10 de agosto de 1944) es un pintor español. Comenzó a pintar al óleo de forma autodidacta cuando tan solo tenía once años. En 2022, fue galardonado con la Medalla de Oro al Mérito en las Bellas Artes que otorga el Ministerio de Cultura de España.

## Trayectoria
Un encuentro casual con la pintora valenciana Amparo Benaches, en 1959, determinó su orientación artística y le inició en la observación directa de la naturaleza.
Ingresa en la Escuela de Bellas Artes de San Fernando de Madrid en 1965, becado por la Diputación Provincial de Murcia. En 1969 obtiene una beca de pintura de paisaje del Ministerio de Asuntos Exteriores para la Academia Española de Bellas Artes en Roma y al término de ésta, establece su residencia en la  ciudad eterna. Antes de marcharse permanece en la Fundación Rodríguez Acosta, de Granada, donde consiguió una beca para pintar en La Alhambra.
En 1972, se casó con la italiana Patrizia Guadagno, y se trasladaron a vivir a Anguillara Sabazia, a 30 kilómetros de Roma. Cuatro años más tarde realizaría su primer viaje a América Latina, en un recorrido que va desde México hasta Brasil. Fruto de este viaje fue un ciclo pictórico que se expone en Milán, Bolzano y Salzburgo. En 1984 se trasladó a Nueva York, donde residió durante cinco años en el East Village.
El pintor ha ido intercalando entre sus estancias en Roma, Anguillara y su pueblo natal con numerosos viajes por países como Siria, Jordania, Turquía, Egipto o Libia.
En 1972 realizó su primera exposición individual en la Galería Zero de Murcia. A partir de ésta, han sido sucesivas las exposiciones en esta región española, siendo una de las reseñables en 2002 en el Palacio del Almudí, titulada Secuencias.

## Premios y distinciones
- Académico de número de la Real Academia de Bellas Artes de Santa María de la Arrixaca de Murcia (2001)
- Hermanamiento de Blanca con Anguillara (1998), fruto de esta unión entre el pintor blanqueño y el municipio italiano. Además, geográficamente ambas ciudades comparten su localización en valle así como el estar bañadas por un lago, en el caso de Anguillara, y por el río Segura en el caso del municipio español.
- Ciudadano honorario de Anguillara (1997), pueblo donde el pintor pasa la mayor parte de su tiempo cuando reside en Italia.
- Nombrado Hijo Predilecto de Blanca (1986) Con motivo de este acontecimiento pintó un dibujo, del que se realizaron 3.000 ejemplares que se distribuyeron entre los vecinos de Blanca. El dibujo representaba un paisaje con las ruinas del castillo de Blanca.
- Laurel de Bellas Artes de la Asociación de la Prensa (1986)
- Medalla de oro en la Bienal de Artes Gráficas de Florencia (1972)
- Medalla de oro en la Bienal de Pintura y Escultura de Florencia (1971)

## Fundación Pedro Cano
En diciembre de 2008 se construye la fundación Pedro Cano, en Blanca en el Valle de Ricote. Un lugar en el que el autor lo describe como belleza, paz y convivencia, en el que conviven las tres culturas existentes en Murcia. La fundación tiene como objetivo exponer y divulgar las obras del pintor, y además, es lugar de conferencias, publicaciones y exposiciones, en general de actividades relacionadas en especial con la pintura y el arte contemporáneo, que rodea al mundo de Pedro Cano.
El equipo de la fundación está formado por:
- María del Carmen Sánchez-Rojas Fenoll (directora)
- Raquel Vázquez Dodero Fontes (gerente)
- Heliodora Sánchez Molina y Carmen Box Bermejo (guías del museo)